# Anàlisi de xarxes organitzatives
L'anàlisi de xarxes organitzatives és un mètode per estudiar la comunicació i les xarxes relacionals-tècniques dins d'una organització formal. Aquesta tècnica permet crear models estadístics i una visualització de les persones, tasques, grups coneixement i recursos del sistema organitzatiu. Està basada en la teoria de xarxes social i més concretament, l'anàlisi de xarxes dinàmiques.
És una tendència que està agafant força en el camp de l'Analítica de Persones, especialment en la seva utilització per entendre la diversitat, la inclusió, la innovació, el rendiment dels empleats, així com les motivacions. La tendència en part és deguda a l'increment de la necessitat dels líders d'entendre les relacions que motiven els comportaments i com aquestes impacten les emocions i l'estat d'ànim dels empleats dins l'organització.
"L'anàlisi de xarxes organitzatives pot proporcionar una radiografia del funcionament d'una organització — un mitjà potent per fer visibles patrons invisibles de flux d'informació i col·laboració en grups estratègicament importants."

## Aplicacions
La tècnica pot ser utilitzada en una varietat de maneres per directors, consultors, i executius.

### Visualització de xarxes
Hi ha diverses eines que permeten als managers visualitzar i descriure les seves xarxes d'empleat. La majoria de les són construïdes pels investigadors i academics que estudien la Teoria de Xarxes, però són relativament econòmiques d'utilitzar, sempre que els líders tinguin coneixement de com capturar la informació, informar-la a l'eina en els formats correctes, i entendre com interpretar i traduir els grafos en decisions empresarials.

### Índex de diversitat i d'inclusió
Un dels principals reptes de les empreses és entendre com motivar i retenir el millor talent a la companyia. Hi ha diverses eines per assegurar que el talent contractat i reclutat és divers (en perfils, races o ètnies). Tot i això, poques solucions ajuden als managers a assegurar que les noves contractacions són constantment motivades, integrades i incloses a l'equip. Els líders depenen de la cultura inclusiva dels seus equips i de les dinàmiques en aquest per compensar-ho.
Construir i mantenir una cultura inclusiva és una tasca difícil que requereix un seguiment constant. En aquests casos és quan l'anàlisi de xarxes organitzacions ajuda a mesurar el nivell d'inclusió dins els equips i proactivament ressaltar les vulnerabilitats i les diferències, ja que permet fer un seguiment de quants empleats han estat contractats i alhora com interaccionen entre ells. Aquesta habilitat de seguir les relacions dels empleats dona als dirigents la transparència de les dades que necessiten per assegurar que la cultura de la companyia és desplegada i representada de forma acurada en els diferents estrats de l'organització.

### Avaluació de la innovació
Estudis recents destaquen la 'Seguretat Psicològica' com marcador per tenir un equip innovador. Aquest aspecte ha estat estudiat i publicat primer per Google, en el Projecte Aristòtil, així com també ha estat destacat dins del New York Times i a altres publicacions de recerca. Amy Edmondson és una investigadora en aquest camp que ha treballat a través de diverses indústries per identificar els beneficis, i fins i tot les característiques de la Seguretat Psicològica en els equips.
L'anàlisi de xarxes organitzatives cada cop s'utilitza més en aquest context per analitzar les relacions desenvolupades en un equip, i per entendre com aquest equip treballa com un per crear la seguretat psicològica pels seus membres. Aquesta tècnica és més minuciosa que les enquestes tradicionals, i pot mesurar més objectivament l'impacte emocional que els diferents membres tenen sobre els altres, i ajudar els managers a entendre si hi ha suficients connexions per construir aquest tipus d'emocions positives necessàries per crear equips innovadors.

### Compromís d'empleat
Les enquestes de compromís i altres enquestes de cultura han esdevingut un pilar dels llocs de feina. Hi ha diverses opcions per aquestes enquestes, des d'enquestes extenses com les realitzades per Gartner o CEB, o pols a temps real fetes per TINYpulse. Tanmateix, un de les queixes més grans d'aquestes enquestes són que una vegada que els directors veuen els resultats, sovint l'agregat sentiments dels seus empleats, estan poc definides les accions i passos pròxims.
Quan l'anàlisi de xarxes organitzatives es combina amb les enquestes de compromís, canvia la perspectiva com els líders poden utilitzar els resultats atès que dona un context. Ajuntant les dues informacions es pot entendre com corregir o sostenir els resultats.
Per exemple, si una els resultats de compromís d'una companyia diu que el 30% dels empleats senten que estan entrenats inadequadament per la seva feina, el manager tindrà d'inclinació de no fer res o invertir en programes de formació. De forma complementària, si s'agrega la informació amb els resultats de l'anàlisi de les xarxes organitzatives es pot detectar per part dels managers que els empleats estan descontents amb la formació perquè tenen un accés limitat al coneixement institucional de la companyia. Llavors, en comptes d'un programa de formació, els managers treballaran amb el focus d'assegurar que els hubs de coneixement comparteixen el coneixement de forma més àmplia i que tenen una millora sostenible del nivell d'informació i formació que rep l'equip.